# Willy Kientsch
Wilhelm "Willy" Kientsch (Kißlegg, 12 de maio de 1921 — Würrich, 29 de janeiro de 1944) foi um piloto de caça alemão da Luftwaffe durante a Segunda Guerra Mundial. Kientsch ficou desorientado após entrar numa nuvem durante o combate e caiu no solo. Foi postumamente condecorado com a Cruz de Cavaleiro da Cruz de Ferro com Folhas de Carvalho no dia 20 de julho de 1944.

## Carreira
Wilhelm "Willy" Kientsch nasceu em 12 de maio de 1921 na cidade de Kißlegg, Estado de Württemberg, República de Weimar. Após cumprir seu período de serviço no Reichsarbeitsdienst (Serviço de Trabalho do Reich), ele se voluntariou para servir na Luftwaffe, ainda em 1939, pouco depois de completar 18 anos de idade.
Após concluir seus treinamentos, Kientsch foi designado para servir no Ergänzungs-Staffel/JG 27 em 27 de maio de 1941 para treinamento operacional, onde aprenderia as táticas de combate empregadas no fronte. No início de 1942, o então Oberfähnrich Kientsch foi transferido para o II./JG 27 (Gruppe II da Jagdgeschwader 27), baseado no norte da África, onde operava em suporte às ações do Afrika Korps de Rommel.
Suas primeiras vitórias aéreas viriam em 18 de março de 1942, quando Kientsch abateu dois caças P-40 da RAF. No final de junho de 1942, época em que ele já estava servindo junto ao 5./JG 27 (5.º Staffel da JG 27), Kientsch já tinha oito vitórias confirmadas e, até o final daquele ano, outras oito seriam acrescentadas, totalizando 16 inimigos derrubados. Em 1 de junho de 1943, ele seria nomeado para atuar como Staffelkapitän do 6./JG 27. À essa altura, entretanto, os alemães já haviam sido derrotados na África, e os pilotos da Luftwaffe passaram a operar de bases na Itália contra o iminente avanço aliado naquele fronte.
Kientsch foi particularmente bem sucedido nas operações sobre a Sicília e o sul da península italiana, durante os combates na primavera e verão de 1943, clamando 25 vitórias. Estas incluem sua 20.ª vitória, um caça bimotor P-38 Lightning da USAAF em 16 de abril, um dos oito que ele conseguiria derrubar durante o período em que permaneceu na Frente do Mediterrâneo. Entre outras de suas vítimas nesse período incluem-se nove quadrimotores aliados.
Sua 30.ª vitória confirmada, outro caça P-38 da USAAF, foi obtida em 6 de junho de 1943 e sua 40.ª, um bombardeiro quadrimotor americano B-24 Liberator, em 17 de julho, que tombou próximo a Salerno.
Em agosto de 1943, com a intensificação da ofensiva de bombardeiros aliados sobre a Alemanha, o 6./JG 27 foi realocado de volta ao território germânico para atuar na Defesa do Reich. Pouco depois em 22 de novembro de 1943, o então Leutnant Kientsch foi condecorado com a Cruz de Cavaleiro da Cruz de Ferro ao atingir a marca de 44 vitó- rias. Em 20 de dezembro de 1943, ele abateu seu 50.º adversário, ao derrubar mais um bombardeiro B-24 Liberator próximo a Bremen.
Contudo, o agora Oberleutnant Willy Kienstch foi morto em combate quando seu Bf 109 G-6 (WNr. 440073), "Amarelo 3", desorientou-se ao entrar em uma nuvem durante um combate aéreo e colidiu com o solo, próximo a Würrich, em 29 de janeiro de 1944. Tinha abatido um total de 53 aviões adversários, dos quais 20 eram quadrimotores, sendo todos na Frente Ocidental.
Em reconhecimento aos seus méritos, ele foi condecorado postumamente com as Folhas de Carvalho da Cruz de Cavaleiro da Cruz de Ferro em 20 de julho de 1944, tornando-se o 527.º a ser agraciado com esta honraria.

## Condecorações
- Troféu de Honra da Luftwaffe (9 de agosto de 1943)
- Distintivo de Voo do Fronte da Luftwaffe
- Cruz Germânica em Ouro (16 de agosto de 1943)[4]
- Cruz de Ferro (1939)
  - 2ª classe
  - 1ª classe
- Cruz de Cavaleiro da Cruz de Ferro (22 de novembro de 1943) como Leutnant e Staffelführer do 6./JG 27[5][6]
  - 527ª Folhas de Carvalho (20 de julho de 1944, postumamente)[6][7]